# Kanton Bourdeaux
Bourdeaux is een voormalig kanton van het Franse departement Drôme. Het kanton maakte deel uit van het arrondissement Die. Het werd opgeheven bij decreet van 20 februari 2014.

## Gemeenten
Het kanton Bourdeaux omvatte de volgende gemeenten:
- Bézaudun-sur-Bîne
- Bourdeaux (hoofdplaats)
- Bouvières
- Crupies
- Félines-sur-Rimandoule
- Mornans
- Le Poët-Célard
- Les Tonils
- Truinas